# Almuerzo de campesinos
El almuerzo, también conocido como Almuerzo de campesinos y Muchacha y dos hombres a la mesa, es una obra atribuida a Velázquez, quien la habría pintado en Sevilla en los comienzos de su carrera. No se tienen noticias de esta obra anteriores a 1795, cuando se encontraba presumiblemente en la colección O’Crouley de Cádiz, donde se describía como «un lienzo apaisado con una serrana y dos zagales. Es una de sus mejores obras». En 1897 estaba en la colección A. Sanderson de Edimburgo. Ingresó en el Museo de Bellas Artes de Budapest en 1908 tras salir a subasta en Christie's de Londres ese mismo año.
La radiografía ha revelado un arrepentimiento en el dedo pulgar levantado del hombre joven situado a la derecha, lo que indica la meticulosidad con la que el pintor aborda su tarea. La cabeza de ese comensal, por otra parte, repite la Cabeza de hombre joven de perfil del Museo del Ermitage, aunque no se ha reproducido miméticamente: el labio inferior más abultado y caído resta aquí gravedad al personaje. El anciano sentado frente a él es el mismo que aparece en El almuerzo del Museo del Ermitage, una versión anterior de este mismo asunto, con la que esta pintura de Budapest guarda una estrecha relación.

## Estado de conservación y dudas sobre su autografía
El lienzo presenta fuertes abrasiones y repintes, especialmente en la figura del anciano, junto con las manos de la muchacha la parte más endeble del lienzo, con un tratamiento muy simplificado y evidentes caídas de calidad, que Éva Nyerges, conservadora de la colección de arte español del Museo de Budapest, sin discutir la autoría velazqueña del planteamiento original, explica como consecuencia de los repintes efectuados a causa del fuerte desgaste sufrido, hasta el punto que «hoy quedan en ella pocas superficies que puedan considerarse intactas». Manuela Mena afirma, por otra parte, que la limpieza última «ha revelado una técnica lisa y seca, como de copia, que estaba oculta bajo los barnices amarillos», presumiendo por ello que se trate de una derivación pintada por otro artista del lienzo del Ermitage o una copia de un original perdido. En todo caso, ese deficiente estado de conservación aconseja, según López-Rey, dejar en suspenso la cuestión de su autografía.

## Descripción
El cuadro pertenece al género de los bodegones que según Francisco Pacheco pintaba Velázquez para adquirir por esa vía «la verdadera imitación del natural». Para Jonathan Brown, que considera sólo probable la autoría velazqueña, se inscribiría en el género de «pitture ridicole» extendida en los Países Bajos y el norte de Italia, aunque Velázquez, al contrario que algunos de sus copistas, no insiste en el carácter ridículo de sus protagonistas. A diferencia del Almuerzo del Ermitage, que ha de tenerse como cabeza de esta serie, y de las varias otras copias y derivaciones conocidas, el muchacho más joven que aparecía brindando en el centro de la composición ha sido sustituido aquí por una joven rubia llenando una copa de vino, de la que sólo la cabeza conserva su calidad original. El hombre sentado a la derecha, sin duda lo mejor del lienzo, varía respecto del que ocupaba igual posición en la versión del Ermitage únicamente en la posición de la cabeza, que ahora no se dirige hacia el espectador, buscando su complicidad, sino hacia el anciano que tiene situado enfrente, repitiendo como en la copia de lord Moyne, Andover, el estudio de cabeza de perfil del Ermitage. También hay alguna variación en los objetos de bodegón -igualmente repintados- situados sobre la mesa vestida con un mantel blanco de tonos azulados, siendo especialmente significativa la introducción de un salero metálico de fino trabajo, que con la copa de cristal veneciano en que la moza sirve el vino, indica cierta calidad en los personajes retratados, más propia de hidalgos que de humildes campesinos.